# Cubophis fuscicauda
Cubophis fuscicauda — вид змій родини полозових (Colubridae). Ендемік Кайманових Островів.

## Поширення і екологія
Cubophis fuscicauda є ендеміками острова Кайман-Брак. Вони зустрічаються по всьому острову, від тропічних лісів до прибережних заростей, в садах і кокосових гаях. Ведуть деревний спосіб життя, живляться амфібіями, ящірками, дрібними ссавцями і птахами. Відкладають яйця.